# TripAdvisor
Tripadvisor, Inc. es un sitio web estadounidense que proporciona reseñas de contenido relacionado con viajes. También incluye foros de viajeros. Sus servicios son gratuitos, siendo sus usuarios quienes proporcionan la mayor parte del contenido. Se financia con publicidad.

## Historia
Fue fundada en febrero de 2000 por Stephen Kaufer, Langley Steinert, y otros. Según Stephen Kaufer, la idea original no era crear un sitio generado por los usuarios para intercambiar opiniones, más bien: 

"Empezamos como un sitio donde nos concentramos más en esas palabras oficiales de guías o periódicos o revistas. También tuvimos un botón en el comienzo que decía, "Visitantes añadan su propia comentario". Muy pronto el número de comentarios de los consumidores superó ampliamente el número de comentarios profesionales, ahí fue cuando el sitio realmente se convirtió en esta colección de comentarios de viajeros.

Su financiamiento fue obtenido originalmente de Flagship Ventures, del Grupo Bollard y de inversores privados.
En 2004, la compañía fue comprada por IAC (InterActiveCorp).
En agosto de 2005, IAC se separó de su grupo de viajes de negocios bajo el nombre de Expedia, Inc.
En abril de 2009, Tripadvisor lanzó su sitio oficial en China, www.daodao.com. Desde entonces, ha indexado más de 20.000 hoteles y restaurantes con información y comentarios de los clientes, convirtiéndose en uno de los mayores sitios web de viajes a partir de julio de 2011.
En marzo de 2011, Tripadvisor informó a todos los miembros de Tripadvisor que un tercero había robado datos de la lista de correo electrónico de la empresa y que podría utilizarlo para crear mensajes de spam. No se robaron contraseñas u otra información. Esto sucedió poco antes que muchas otras compañías reportaran robos similares de sus listas de correo electrónico.
En abril de 2011, se anunció que Expedia se dividiría en dos empresas que cotizaban en bolsa. Según el CEO de Expedia, Dara Khosrowshahi, la medida "permitiría a las dos empresas operar con el enfoque adecuado para crecer".
Según un estudio de PhoCusWright del julio de 2006, de 3.641 encuestados, seleccionados al azar a través de un enlace de invitación en Tripadvisor.com y encargado por Tripadvisor, "el 98% de los participantes encontraron que las reseñas de hoteles de Tripadvisor... reflejan la experiencia con exactitud.
En diciembre de 2011, Tripadvisor se separó de Expedia en una licitación pública.
Tripadvisor es el sitio de viajes más grande del mundo, con casi 280 millones de visitantes mensuales únicos.
En abril de 2012, la compañía puso una conexión a Facebook que permite a los usuarios seleccionar comentarios de sus amigos en la red social.
En agosto de 2014, una encuesta encontró que Tripadvisor era el sitio de viajes más reconocido, utilizado y confiable.
En octubre de 2014, Trip Advisor lanzó una nueva función, "Sólo para ti", que ofrece recomendaciones personalizadas de hoteles basadas en las preferencias del usuario y el historial de búsquedas en el sitio.
En 2015, Tripadvisor permitió que los usuarios no sólo evaluaran los lugares, sino que también los etiquetaran.

## Directrices para las opiniones
Deben ser
- Relevantes para los viajeros.
- Imparciales.
- Útiles y de primera mano.
- Recientes.
- Originales.
- Sin fines comerciales.
- Respetuosas con la información privada.
- Con perfil en Tripadvisor.
- Fáciles de leer.
- Edad mínima 13 años.

No se admiten
- Comentarios sexualmente explícitos.
- Incitaciones al odio.
- Comentarios prejuiciosos.
- Amenazas.
- Insultos personales.
- Actividades ilegales.[17]